# 药用胰岛素
作藥物使用的胰島素（INN:insulin）指的是任何用於治療高血糖的蛋白質激素胰島素製劑。前述高血糖狀況包括第1型糖尿病、第2型糖尿病、妊娠糖尿病，以及糖尿病併發症，如糖尿病酮酸血症和高滲性高血糖狀態。胰島素也與葡萄糖一起用於治療高血鉀症（高血鉀水平）。
通常的給藥方式為皮下注射，但某些藥用胰島素也可透過靜脈注射或肌肉注射給藥。胰島素的種類繁多，發揮作用時間長度各異。雖然在一般情況下都以胰島素統稱，但精確而言，各類型之間仍有差異。胰島素類似物具有略為不同的分子結構，使其作用時間得以改變。此藥物已列入世界衛生組織基本藥物標準清單之中。藥用胰島素於2022年在美國最常使用的處方藥中排名第192，開立的處方箋數目超過200萬張。
人們可從豬或牛的胰臟中萃取胰島素。在結構和功能上與人體自身產生的胰島素相似的胰島素產品可透過修改豬胰島素，或是利用重組DNA（主要使用大腸桿菌或酵母菌）技術來製造。胰島素有三種主要類型：短效型（例如短效胰島素）、中效型（例如中效胰島素（中性魚精蛋白鋅胰島素，NPH）和長效型（例如甘精胰島素）。

## 醫療用途

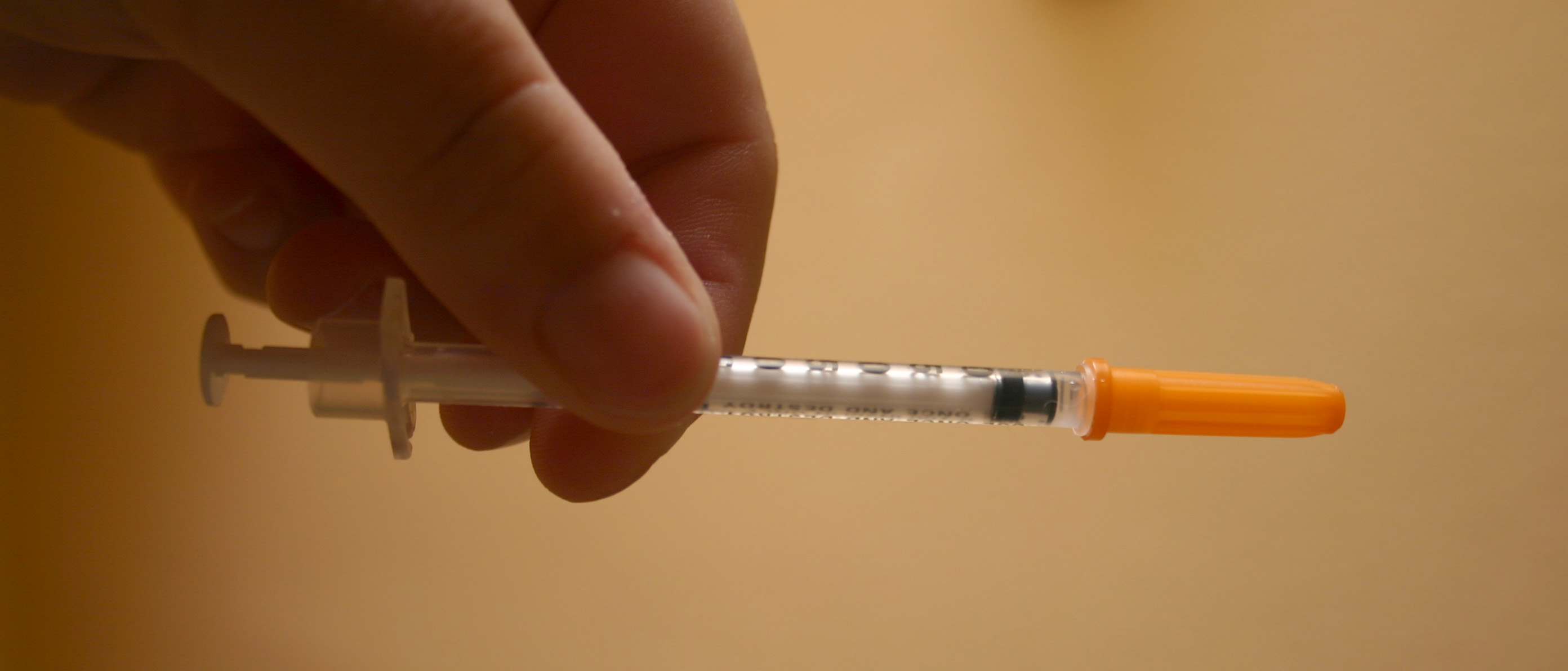
目前的標準胰島素注射器（皮下注射）。它是一種一次性塑料一體成型的注射器，帶有整合式針頭和橘色針頭蓋（由Becton-Dickinson公司於1970年推出）。它也是一種低死腔注射器。

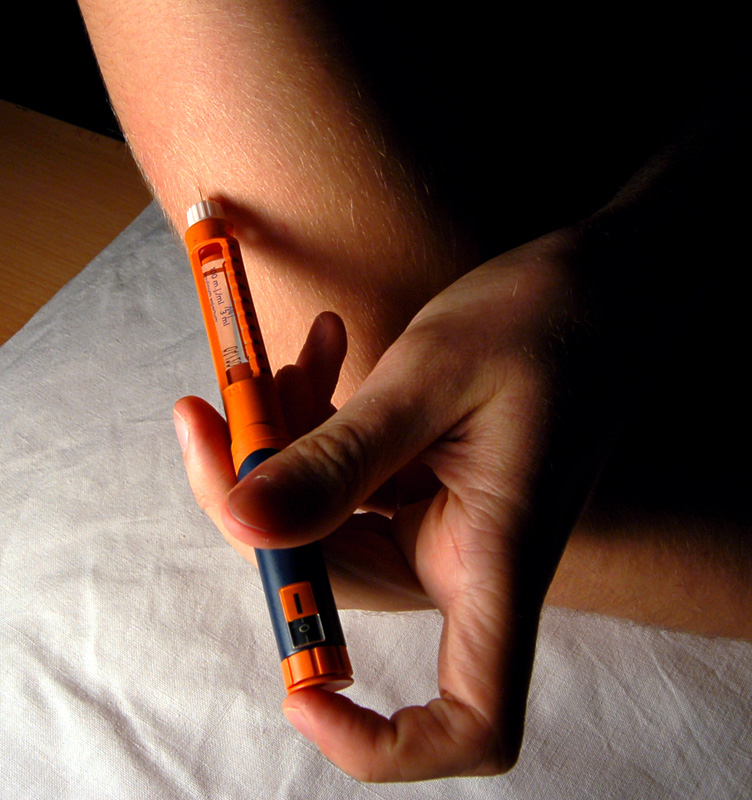
使用胰島素注射筆給藥。

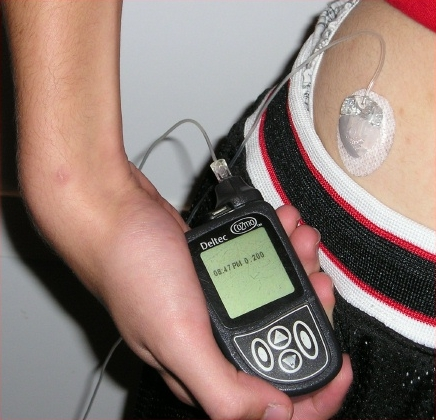
運作中的胰島素泵。

胰島素用於治療多種身體狀況，包括糖尿病及其急性併發症（如糖尿病酮酸血症和高滲性高血糖狀態）。也可與葡萄糖一起用於治療高血鉀水平。個體於懷孕期間使用，對嬰兒相對安全。胰島素過去曾作為一種名為胰島素休克療法中，作治療精神病用途。

## 副作用
使用胰島素後發生的一些副作用有低血糖（血糖過低）、低血鉀（血鉀過低）和過敏反應。約有2%使用胰島素的人會發生過敏，但其中大多數並非由胰島素引起，而是由添加到胰島素中的防腐劑導致，例如鋅、精蛋白和間甲酚。大多數反應是即發性過敏反應，很少引起嚴重過敏反應（全身型過敏性反應）。對疑似胰島素過敏反應，可通過皮膚試驗、貼布試驗，偶爾通過皮膚活檢來確認。針對胰島素過敏反應的一線治療包括使用抗組織胺藥對症治療。受到影響的人會轉用不含會導致反應的特定製劑，或進行脫敏治療。
皮膚不良反應
其他副作用有注射部位疼痛或皮膚變化。同一部位經歷重複皮下注射可能導致脂肪增生和澱粉樣變（類澱粉堆積症），這些情況會導致皮膚下出現堅硬的結節。

### 早期常規使用的影響
對於第2型糖尿病等慢性病，儘早開始胰島素治療似乎能帶來顯著效益。然而治療過程中需逐步調整劑量，方案較為複雜，加上可能會引發嚴重低血糖，使得許多患者和醫師在初期階段對此種療法持保留態度。第2型糖尿病患者在開始或加強胰島素治療時，常因健康行為上的種種障礙而卻步，例如缺乏動機、對治療不熟悉或經驗不足，以及時間限制導致長期高血糖。因為長期使用胰島素會產生副作用，所以對醫生和患者而言，該如何管理，在治療和行為上均為一個必須處理難題。

## 原理

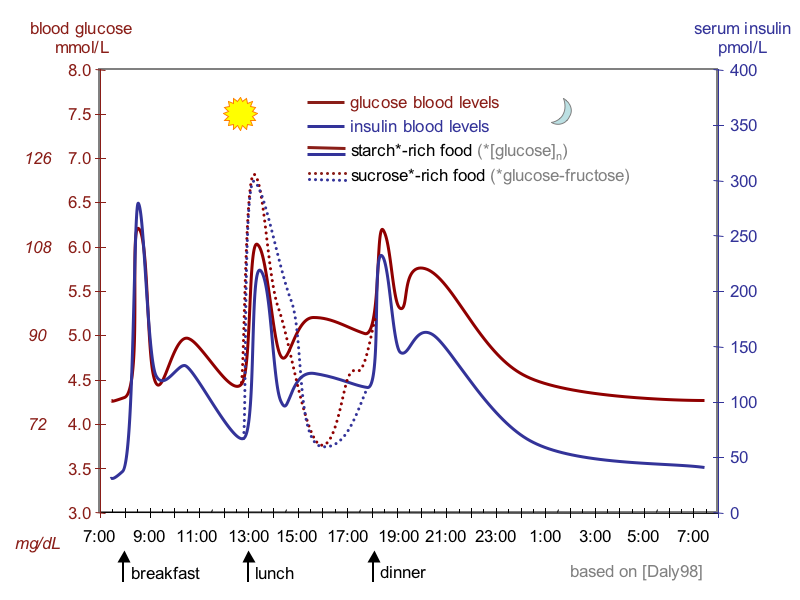
本圖顯示在理想情況下，人類在一天三餐期間，血糖（紅色）和胰島素（藍色）水平在血液中的波動。此外，圖表還突顯高糖餐和高澱粉餐產生的不同影響。

胰島素是一種內源性激素，由胰臟產生。胰島素蛋白的結構在漫長的演化過程中保持高度的穩定性，在哺乳動物和無脊椎動物中均存在。胰島素/胰島素樣生長因子信號通路（IIS）已在包括線蟲（例如秀麗隱桿線蟲）、果蠅（黑腹果蠅）和小鼠（小家鼠）在內的物種中進行過廣泛研究。其作用機制在不同物種中高度相似。
根據國際糖尿病聯盟在2002年對其成員國中的胰島素獲取和供應情況進行調查，目前全球銷售的胰島素中約有70%是重組生物合成的"人類"胰島素。今天臨床使用的大部分胰島素均以此方式生產，但臨床經驗對這些胰島素是否不太可能產生過敏反應有相互矛盾的證據。不良反應的案例顯示，胰島素可能導致患者失去在低血糖昏迷的警覺性，並引發抽搐、記憶力衰退及注意力渙散等問題。雖然如此，國際糖尿病聯盟於2005年發表的聲明強調，"並無明確證據證明某種胰島素具有絕對優勢"，且"（現代、高度純化的）動物胰島素仍然是合適的選擇"。
從2006年1月起，在美國和其他一些國家分銷的所有胰島素都是合成"人類"胰島素或其類似物。而在美國，需要經過特殊的美國食品藥物管理局（FDA）進口程序才能取得牛或豬源性胰島素供人類使用。但可能還有一些禮來公司在2005年或更早生產的豬胰島素庫存，此外，專為獸醫用途設計的豬Lente胰島素，在美國以Vetsulin(SM)品牌販售，用於治療患有糖尿病的寵物。
胰島素治療中，"基礎胰島素"（Basal insulin）與"餐前胰島素"（Prandial insulin）是兩種重要的概念，它們在血糖控制中扮演不同的角色：
- 基礎胰島素 - 主要作用是維持空腹時的血糖穩定，也就是在沒進食的情況下，防止肝臟釋放過多的葡萄糖。例如甘精胰島素或地特胰島素。作用時間長，緩慢釋放。

- 餐前胰島素 - 主要用於影響餐後血糖，例如賴普胰島素（英语：insulin lispro）或門冬胰島素。作用時間短，快速釋放，以匹配進食後血糖升高的速度。

## 治療時常遇到的挑戰
將胰島素作為糖尿病的臨床治療中使用時，存在幾個挑戰：
- 給藥方式。
- 選擇"正確"的劑量和時間。一單位胰島素處理的碳水化合物量因人而異，且在一天中也會變化，但通常在每1個國際單位（IE）處理7到20克之間。
- 選擇合適的胰島素製劑（通常基於"發生作用速度和作用持續時間"）。
- 調整劑量和時間以適應食物攝入的時間、數量和類型。
- 調整劑量和時間以適應進行的運動。
- 調整劑量、類型和時間以適應其他情況，例如疾病帶來的壓力升高。
- 皮下給藥導致血液吸收的變異性。
- 皮下注射胰島素的方式，並非身體自然的胰島素釋放模式。生理上，胰島素與C肽（英语：C-peptide）是同時漸進地進入肝門靜脈，而皮下注射則是單獨一次注入大量胰島素，故此劑量為非生理性。
- 人們每次吃碳水化合物或血糖讀數偏高時都要注射，是件麻煩事。
- 如發生錯誤（例如"過量"），則有危險性。

## 類型
常用的胰島素類型有：

### 速效型
包括門冬胰島素、賴脯胰島素和谷賴胰島素，攝入後5到15分鐘內開始作用，持續3到4小時。大多數胰島素會形成一種低聚物的六聚體，而以活性形式延遲進入血液，而這些類似物胰島素不會形成六聚體，但具有正常的胰島素活性。目前，美國監管機構正在審核一些新型胰島素，這些胰島素設計可快速作用，同時保留與常規人類胰島素相同的基因結構。

### 短效型
包括短效型胰島素，在30分鐘內開始作用，持續約5到8小時。

### 中效型
包括NPH胰島素，在1到3小時內開始作用，持續16到24小時。

### 長效型
包括類似物甘精胰島素U100和地特胰島素，都在1到2小時內開始作用，沒明顯的高峰或低谷，有持續約24小時的活性，但會因人而異。

### 超長效型
包括類似物甘精胰島素U300和德谷胰島素，在30到90分鐘內開始作用，並持續保持活性超過24小時。

### 混合式胰島素
混合式胰島素包含速效或短效胰島素與長效胰島素的組合，通常是NPH胰島素。混合產品的開始作用時間取決於其中的速效或短效胰島素（速效胰島素為5-15分鐘，短效胰島素為30分鐘），作用時間則維持16-24小時。混合式胰島素有多種不同的比例組合（例如，諾和諾德出品的Novolog Mix30/70包含70%的門冬胰島素魚精蛋白[類似NPH]，以及30%的門冬胰島素）。

### 給藥方式

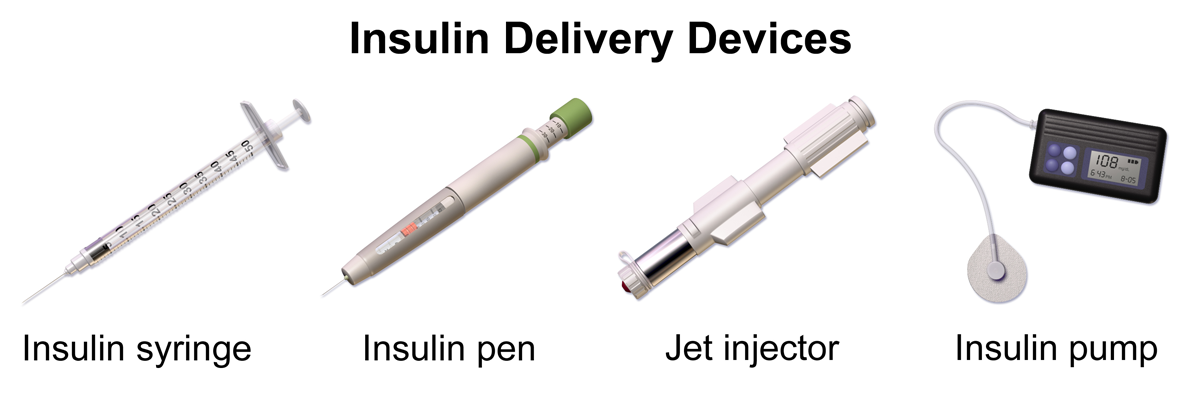
各種胰島素的給藥器械。

有皮下注射（傳統注射器及胰島素注射筆）及胰島素幫浦（參見胰島素泵）等。

## 懷孕期間使用
個體在懷孕期間可能因自發性高血糖，而發展並導致妊娠糖尿病（GDM），這是一種常見的妊娠併發症。全球約有6-20%的孕婦患有GDM，任何於妊娠期間出現的葡萄糖耐受不良，無論輕重，若為首次發生或首次診斷，皆可稱為妊娠糖尿病。在妊娠期間，中性魚精蛋白胰島素（NPH）是胰島素治療的主要選擇，通常每天需要注射兩到四次。

## 運動禁藥
根據Peter Sonksen教授在2001年7月份的《內分泌學雜誌》中的報導，早在1998年冬季奧林匹克運動會（於日本長野舉行）期間，就有人提出將胰島素用於提高運動表現的可能性。一名俄羅斯醫務人員提出非糖尿病運動員是否可合法使用胰島素的問題。胰島素是否真的能提高運動表現尚未被清楚了解，但對其使用的擔憂而促使國際奧林匹克委員會在1998年禁止非糖尿病運動員使用這種激素。

## 過量
外源性胰島素過量會帶來低血糖昏迷和死亡的風險，當使用量超過處理攝入碳水化合物所需的數量時，產生的急性風險有腦損傷、癱瘓和死亡。症狀包括頭暈、虛弱、顫抖、心悸、癲癇發作、意識模糊、頭痛、昏睡、昏迷、出汗和噁心。所有過量服用者都應送醫，進行醫療評估和治療，治療可能需數小時或數天。
美國國家毒物中心（2013年）的資料顯示，向毒物中心報告的胰島素案例中，89.3%是由於治療錯誤所導致。另外10%的案例出於故意，可能是自殺企圖、濫用、犯罪意圖、次要獲益（secondary gain）或其他未知原因。外源性胰島素引起的低血糖可經檢查外周循環中胰島素與C肽的比率來檢測。有人提出此法可用於檢測運動員濫用外源性胰島素的行為。

## 與其他抗糖尿病藥物聯合使用
胰島素與其他抗糖尿病藥物聯合治療，對於仍有殘餘胰島素分泌能力的糖尿病患者似乎最為有益。對於口服藥物繼發性失效的第2型糖尿病患者，胰島素治療合併磺醯脲類藥物比單獨使用胰島素更有效，能改善血糖控制和/或降低胰島素需求量。

## 歷史
1921年，加拿大外科醫生弗雷德里克·班廷與醫學研究生查爾斯·赫伯特·貝斯特在多倫多大學的實驗室中，成功從狗的胰臟中分離出胰島素。他們將這種萃取物注射到患有糖尿病的狗身上，發現狗的血糖顯著降低，從而證實胰島素的治療效果。
班廷和貝斯特於1922年首次將胰島素應用於人體，成功救治一位重症糖尿病患者。這一突破性的進展，使胰島素迅速成為治療糖尿病的重要藥物。
早期的胰島素製劑主要從動物胰臟中萃取，純度和效力有限。隨著科技的進步，科學家們不斷改進胰島素的萃取和純化技術，開發出各種不同劑型和作用時間的胰島素，以滿足不同患者的需求。
如今胰島素治療已經成為糖尿病管理的重要手段。科學家們仍在不斷探索更有效、更便捷的胰島素給藥方式，例如吸入式胰島素、胰島素泵等。此外，幹細胞治療、基因治療等新興技術的發展，也為糖尿病治療帶來新的希望。
胰島素的發現和發展，是醫學史上的一個重要里程碑。它不僅為糖尿病患者帶來福音，也為科學家們探索人類生命的奧秘提供重要的啟示。
製藥界在21世紀的一些進展有：
- 2000年，賽諾菲製藥的甘精胰島素以Lantus商品名稱在美國及歐盟進入臨床用途。
- 2004年，賽諾菲製藥的谷賴胰島素以Apidra商品名稱在美國進入臨床用途。
- 2006年，諾和諾德製藥的地特胰島素在美國獲得核准用於醫療用途
- 2008年，亞培藥廠推出的"FreeStyle Navigator CGM（連續血糖監測系統）"獲得核准用於醫療用途
- 2013年，FDA要求對德谷胰島素進行更多的心臟安全性測試。
- 2015年，德古胰島素於當年9月獲得FDA核准

## 社會與文化

### 經濟學

#### 美國
在美國，胰島素的單位價格從1991年到2019年間穩步上漲。從2002年到2013年之間，價格上漲3倍。患者的成本可能高達每月900美元。

#### 加拿大
加拿大對藥品成本實行價格管制，與許多其他工業化國家一樣。該國專利藥品價格審查委員會確保在加拿大銷售的專利藥品價格"不過高"，並與"其他國家的價格相當"。

#### 英國
在英國，胰島素和所有相關藥物都由該國各個國民保健署免費提供給患者。

#### 瑞典
所有類型的胰島素都免費提供給接受治療的糖尿病患者。包括胰島素給藥的外圍設備以及血糖監測設備。

## 監管狀態

### 美國
FDA於2020年3月修改新胰島素產品批准的監管途徑。胰島素改而列為生物製藥，而非一般藥物。這種改變賦予FDA在批准和標籤方面有更大的靈活度。FDA於2021年7月批准甘精胰島素-yfgn（品牌名稱Semglee）用於醫療用途，甘精胰島素-yfgn是一種含有長效類似物甘精胰島素的生物相似藥，與原廠的甘精胰島素可互換使用，且比原廠甘精胰島素（品牌名稱Lantus）價格更為便宜，後者於2000年獲得批准。FDA要求新胰島素產品在降低糖化血紅蛋白方面，效果不得比既有產品為差。

## 研究
目前在研究中的胰島素攝取方式有吸入式、經皮給藥、鼻腔給藥及口服的。各種非注射型胰島素給藥方式都在積極研發中，但目前尚未有成熟、普及的產品。
技術難點主要集中在如何提高胰島素的吸收率、穩定性與安全性。

## 胰島移植
胰臟或β細胞移植是另一種改善糖尿病的方式，目的為建立自我調節的胰島素來源，擺脫定期注射胰島素的需求。全胰臟移植手術困難且不常見，通常與肝臟或腎臟移植同時進行，但也可單獨進行。胰島細胞移植多年來一直具有實驗的性質，但加拿大阿爾伯塔省的研究人員開發出高初始成功率的技術。接受移植者近一半在一年後無需注射胰島素，但兩年後這一數字降至七分之一左右。不過，美國伊利諾大學芝加哥分校的研究人員改良埃德蒙頓協議，使用更少，但功能更好的胰島細胞，在糖尿病患者身上實現胰島素獨立。
β細胞移植有望變得實用，一些研究人員也在探索移植基因工程改造的非β細胞來分泌胰島素的可能性。